# Vicenza Calcio 1992-1993

## Stagione
Nella stagione 1992-1993 il Vicenza ritornò in Serie B grazie alla miglior difesa del campionato (con soli 18 gol subiti) e al minor numero di sconfitte (3) come il Ravenna capolista.
Furono quattro i migliori marcatori in campionato: Briaschi, Cecchini, Gasparini e Valoti con 4 reti a testa. Seguorono Civeriati e Viviani con 3, Artistico, Berretta, Gabriele, Lopez con 2 e  D'Ignazio Pulpito, Di Carlo e Frascella con 1 rete.

## Divise e sponsor
- Sponsor tecnico: Virma
- Sponsor ufficiale: Pal Zileri

## Organigramma societario
Area direttiva
- Presidente: Pieraldo Dalle Carbonare
- Direttore Generale: Sergio Gasparin
- Segretario: Adriano Fin

Area tecnica
- Allenatore: Renzo Ulivieri

## Rosa
| N. |                   | Ruolo | Calciatore                 |
| -- | ----------------- | ----- | -------------------------- |
|    | Italia (bandiera) | P     | Massimo Bellato            |
|    | Italia (bandiera) | P     | Giorgio Sterchele          |
|    | Italia (bandiera) | D     | Michele Albarello          |
|    | Italia (bandiera) | D     | Gilberto D'Ignazio Pulpito |
|    | Italia (bandiera) | D     | Maurizio Ferrarese         |
|    | Italia (bandiera) | D     | Francesco Frascella        |
|    | Italia (bandiera) | D     | Giovanni Lopez             |
|    | Italia (bandiera) | D     | Paolo Mastrantonio         |
|    | Italia (bandiera) | D     | Antonino Praticò           |
|    | Italia (bandiera) | D     | Gianfranco Zanotto         |
|    | Italia (bandiera) | C     | Daniele Berretta           |
|    | Italia (bandiera) | C     | Roberto Chiappara          |
|    | Italia (bandiera) | C     | Stefano Civeriati          |

| N. |                   | Ruolo | Calciatore           |
| -- | ----------------- | ----- | -------------------- |
|    | Italia (bandiera) | C     | Mauro Conte          |
|    | Italia (bandiera) | C     | Domenico Di Carlo    |
|    | Italia (bandiera) | C     | Davide Faieta        |
|    | Italia (bandiera) | C     | Augusto Gabriele     |
|    | Italia (bandiera) | C     | Aladino Valoti       |
|    | Italia (bandiera) | C     | Fabio Viviani        |
|    | Italia (bandiera) | A     | Edoardo Artistico    |
|    | Italia (bandiera) | A     | Alberto Briaschi     |
|    | Italia (bandiera) | A     | Andrea Cecchini      |
|    | Italia (bandiera) | A     | Ferdinando Gasparini |
|    | Italia (bandiera) | A     | Mario Lemme          |
|    | Italia (bandiera) | A     | Paolo Monelli        |

## Calciomercato

### Calciomercato autunnale-invernale
| Acquisti | Acquisti           | Acquisti | Acquisti |
| R.       | Nome               | da       | Modalità |
| -------- | ------------------ | -------- | -------- |
| D        | Maurizio Ferrarese | Torino   | -        |
| A        | Mario Lemme        | Parma    | -        |
| A        | Paolo Monelli      | Pescara  | -        |

| Cessioni | Cessioni           | Cessioni | Cessioni |
| R.       | Nome               | a        | Modalità |
| -------- | ------------------ | -------- | -------- |
| A        | Edoardo Artistico  | Monza    | -        |
| D        | Gianfranco Zanotto | Trento   | -        |

## Risultati

### Serie C1

#### Girone di andata
| 30 agosto 1992 1ª giornata | Siena | 0 – 0 | Vicenza |  |

| 6 settembre 1992 2ª giornata | Vicenza | 3 – 0 | Spezia |  |

| 13 settembre 1992 3ª giornata | Massese | 0 – 1 | Vicenza |  |

| 20 settembre 1992 4ª giornata | Vicenza | 1 – 1 | Triestina |  |

| 27 settembre 1992 5ª giornata | Vicenza | 1 – 0 | Como |  |

| 4 ottobre 1992 6ª giornata | Carrarese | 1 – 1 | Vicenza |  |

| 18 ottobre 1992 7ª giornata | Vicenza | 1 – 1 | Carpi |  |

| 25 ottobre 1992 8ª giornata | Leffe | 1 – 3 | Vicenza |  |

| 1º novembre 1992 9ª giornata | Sambenedettese | 0 – 0 | Vicenza |  |

| 8 novembre 1992 10ª giornata | Vicenza | 1 – 0 | Pro Sesto |  |

| 15 novembre 1992 11ª giornata | Arezzo | 0 – 1 | Vicenza |  |

| 22 novembre 1992 12ª giornata | Vicenza | 0 – 0 | Palazzolo |  |

| 29 novembre 1992 13ª giornata | Empoli | 1 – 0 | Vicenza |  |

| 16 dicembre 1992 14ª giornata | Vicenza | 1 – 1 | Ravenna |  |

| 13 dicembre 1992 15ª giornata | Alessandria | 1 – 0 | Vicenza |  |

| 20 dicembre 1992 16ª giornata | Vicenza | 2 – 0 | Chievo |  |

| 27 dicembre 1992 17ª giornata | Vis Pesaro | 0 – 0 | Vicenza |  |

#### Girone di ritorno
| 24 gennaio 1993 18ª giornata | Vicenza | 3 – 1 | Siena |  |

| 31 gennaio 1993 19ª giornata | Spezia | 0 – 0 | Vicenza |  |

| 7 febbraio 1993 20ª giornata | Vicenza | 1 – 1 | Massese |  |

| 14 febbraio 1993 21ª giornata | Triestina | 1 – 0 | Vicenza |  |

| 21 febbraio 1993 22ª giornata | Como | 1 – 1 | Vicenza |  |

| 7 marzo 1993 23ª giornata | Vicenza | 3 – 1 | Carrarese |  |

| 14 marzo 1993 24ª giornata | Carpi | 0 – 1 | Vicenza |  |

| 21 marzo 1993 25ª giornata | Vicenza | 1 – 0 | Leffe |  |

| 28 marzo 1993 26ª giornata | Vicenza | 1 – 0 | Sambenedettese |  |

| 4 aprile 1993 27ª giornata | Pro Sesto | 0 – 1 | Vicenza |  |

| 18 aprile 1993 28ª giornata | Vicenza | – non disputata | Arezzo |  |

| 25 aprile 1993 29ª giornata | Palazzolo | 0 – 0 | Vicenza |  |

| 2 maggio 1993 30ª giornata | Vicenza | 2 – 1 | Empoli |  |

| 9 maggio 1993 31ª giornata | Ravenna | 1 – 1 | Vicenza |  |

| 16 maggio 1993 32ª giornata | Vicenza | 1 – 1 | Alessandria |  |

| 23 maggio 1993 33ª giornata | Chievo | 2 – 2 | Vicenza |  |

| 30 maggio 1993 34ª giornata | Vicenza | 2 – 1 | Vis Pesaro |  |

### Coppa Italia

#### Turni preliminari
| Arbitro: | Cardona (Milano) |

|  |           |                                                |
|  | Marcatori | 53’ Pin 58’ Piovanelli 71’ Rossi 81’ Giampaolo |

### Coppa Italia Serie C

#### Fase eliminatoria
| Vicenza 11 novembre 1992 Terzo turno - Andata | Vicenza | 0 – 1 | Trento | Stadio Romeo Menti |

| Trento 2 dicembre 1992 Terzo turno - Ritorno | Trento | 1 – 1 | Vicenza |  |